# Wasola
Wasola – jednostka osadnicza w Stanach Zjednoczonych, w stanie Missouri, w hrabstwie Ozark.